# Välsk

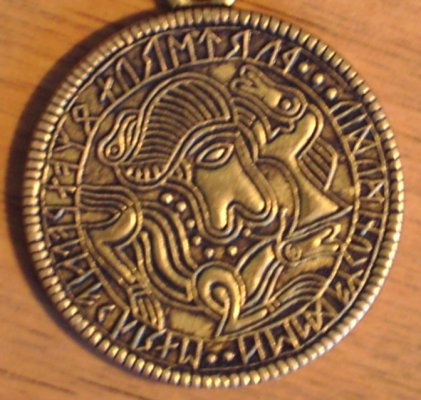
Replik av Tjurköbrakteaten, där ordet Walha används.

Välsk är ett svenskt ord som betyder ”sydländsk och främmande”, i synnerhet rörande Frankrike eller Italien. Ordet kan betraktas som ett lån av lågtyska welsch, men fanns i fornsvenskan som valsker (av fornnordiska valskr), med tillhörande exonym valer (fornnordiska: Valir), och användes förr som namn på kelter eller galler. Sekundärt kunde även italienare åsyftas, eller romanska folk i allmänhet. Ursprungligen kommer ordet från ett urgermanskt ord, walhaz (plural walhoz), som kan betyda ”utländsk” eller ”romansk.” Detta urgermanska ord återfinns i ord i många språk, såsom tyska (”welsch”) och fornengelska (”wilisc”), som kommer från en urgermansk form såsom *walhiska-.
Ordet återfinns på Tjurköbrakteaten i formen walhakurne (”romanskt eller galliskt korn”), en kenning för ”guld”, som syftar på själva brakteaten. Termen användes av germanska folk för att beskriva invånare i Romarriket som mestadels beboddes av folk som talade romanska eller keltiska språk.

## Från*Walhaztillwelsch
Termen walh kommer troligen från den folkgrupp som av Caesar benämns Volcae och är en latinisering av det keltiska stamnamnet *Wolkā-. Att det urgermanska ordet *Walhaz (i plural *Walhôz) skulle stamma från Volcae, stämmer överens med Grimms lag, där /k/ förändrades till /h/, och med vokalförändringen i urgermanskan där /o/ blev /a/, och den exakta germanska motsvarigheten skulle då vara *Walh-.
Därefter har termen *Walhôz urskillningslöst använts för att benämna de germanska folkens grannar i söder, vilket märks på geografiska namn som Walchgau och Walchensee i Bayern. Dessa södra grannar var dock vid den tiden helt romaniserade. Därför började termen generaliseras av germanska talare och användes om alla kelter och därefter om alla romare. Det fornhögtyska ordet Walh blev sedermera Walch på medelhögtyska och det fornhögtyska adjektivet walhisk blev welsch, vilket i tidig nyhögtyska och i dagens tyska blev Welsche, en exonym för alla talare av romanska språk.

## Användning
I många språk och i många ortnamn i Europa används ättlingar till ordet walh, ofta för att benämna platser där man inte talade germanska språk, och ofta där romanska språk talades. Till exempel finns platsen Valakiet i Rumänien och termen valaker som är en benämning på de romansktalande folken i sydöstra Europa. På polska är namnet på Italien Włochy och många besläktade ord på språk i sydöstra Europa används som benämning för Rumänien eller rumäner. I Storbritannien ligger områdena Wales och Cornwall där för- respektive efterledet härstammar från walh. Där används termen eftersom främmande, det vill säga keltiska, folk bodde i området. Detsamma gäller för många platser i västra och norra England, såsom Walsden i West Yorkshire. Den franska termen för galler, gaulois, är enligt en teori av germansk härkomst. Många germanska ord som börjar på w- blev ofta g(u)-, jämför war → guerre, och Wilhelm → Guillaume. Ordet gaulois och Gallien är i så fall ej besläktade. Något som talar för detta är att på franska skulle g- på latin ha blivit j- (jfr. gamba → jambe), och latinets Gallia skulle således ha blivit *Jaille på franska. Detsamma gäller för den franska termen för Wales, som är Pays de Galles. På franska är även welche en dialekt i Alsace.
På svenska återfinns ordet i termer som rotvälska, en obegriplig munart; i valnöt, det vill säga en nöt från Italien, vallack, en kastrerad hingst (häst från Valakiet), och i vallon (valloner), ett lånord från franska som syftar på den fransktalande befolkningen i Belgien. Formen välsk finns även i vissa växtnamn, såsom i välsk krassing, samt i uttrycket välska seder, ett uttryck för ”främmande (och överförfinade eller förvekligade) seder”.